# Revista Lecciones y Ensayos
Lecciones y Ensayos è una rivista giuridica diretta da studenti universitari, la quale viene pubblicata dal 1956 per la Scuola di Giurisprudenza dell'Università di Buenos Aires.